# Bordeaux Étudiants Club (rugby à XV, féminines)
Pour les articles homonymes, voir Bordeaux Étudiants Club.
Le Bordeaux Étudiants Club est un club féminin français de rugby à XV. Il fait partie du Bordeaux Étudiants Club, club omnisports, situé à Bordeaux.
Malgré le soutien du BEC par rapport au rugby féminin, qui leur avait permis d'accéder à la première division en 3 ans, des moyens limités (le club compte beaucoup de sections et a une vocation estudiantine), le manque de dirigeants, l'arrêt de piliers (à double sens) du clubs et le départ des internationales Delphine Plantet, Julie Pujol à Bayonne, a entrainé le départ de tout l'effectif vers le Stade bordelais et le retrait de l'équipe pour la saison 2006-2007 de la Division 1. 
Une équipe s'est tout de même recréée au BEC, elle est inscrite en championnat de 3e division à 12.
Plusieurs joueuses ont quitté le BEC après sa dissolution en 2014 en direction d'autres clubs de la région, notamment l'Entente sportive Bruges Blanquefort.

## Parcours
- Saison 1997-1998 : championnes d'Aquitaine et accession à la 2e division.
- Saison 1998-1999 : 1re de poule. Finaliste face à Villeneuve d'Ascq sur le score de 20 à 22.
- Saison 1999-2000 : demi-finale. Défaite 13 à 6 contre Béziers. À la suite du désistement de Chilly-Mazarin, accession en division 1.
- Saison 2002-2003 : victoire au match de barrage contre Villeneuve d'Ascq pour l'accession en 1re division.
- Saison 2003-2004 : demi-finaliste 1re division Elite 1. Défaite contre Toulouges.
- Saison 2004-2005 : demi-finaliste 1re division Elite 1. Défaite contre Caen.
- Saison 2005-2006 : 5e de la 1re division Elite 1.
- Saison 2006-2007 : le club déclare forfait.
- Saison 2011-2012 : finaliste secteur sud ouest (fédérale 3) - Quart de finaliste championnat de France

## Liste des joueuses
Le club a connu dans ses rangs plusieurs internationales françaises :
- Delphine Plantet
- Julie Pujol
- Adeline Mauran-Rebillard
- Marjorie Hans
- Catherine Organo